# 元素の分類
元素の分類（げんそのぶんるい）は、物理的あるいは化学的性質から、元素をいくつかのグループに分けたものである。
元素の分類自体は周期表の発明以前から、主に化学的性質の研究から知られていた。現在では化学的性質が元素の族にほぼ一致することがわかっている。各元素の化学的性質は原子を構成する電子殻のうち最外殻の電子軌道によって決まる。
物理的性質として、中性（電荷を持たない）原子中の陽子数（元素の原子番号に等しい）と電子数は等しいが、1つの電子軌道に入る電子数は2つまでとなるため、原子番号が大きくなると電子軌道も増えていく。この電子軌道のもつ量子数の規則性により元素の族は周期性を持って現れ、周期が進むごとに最外殻電子の最大数も一定の法則を持って増大していく。この元素の族と元素の周期によって元素を原子番号順に並べた表が周期表である。

## 各分類
- アルカリ金属
- アルカリ土類金属
- ランタノイド
- アクチノイド
- 希土類元素
- 遷移元素
- 典型元素
- その他の金属元素
- 半金属
- 非金属元素
- エイコサゲン
- クリスタロゲン
- ニクトゲン
- カルコゲン
- ハロゲン
- 希ガス
- 白金族元素
- 鉄族元素